# Campionato slovacco di pallavolo femminile
Il campionato slovacco di pallavolo femminile è un insieme di tornei pallavolistici per squadre di club slovacche, istituiti dalla Federazione pallavolistica della Slovacchia.

## Struttura
- Campionati nazionali professionistici:

Extraliga: a girone unico, partecipano nove squadre.
- Campionati nazionali non professionistici:

1. Liga: a tre gironi, partecipano diciannove squadre.